# Galeichthys ater
Galeichthys ater es una especie de pez de la familia Ariidae en el orden de los Siluriformes.

## Morfología
• Los machos pueden llegar alcanzar los 45 cm de longitud total.

## Alimentación
Es carnívoro: come invertebrados  bentónicos, principalmente anélidos.

## Hábitat
Es un pez  de mar y, de clima subtropical y asociado a los  arrecifes de coral.

## Distribución geográfica
Se encuentran en Sudáfrica.